# وین ایری
وین ایری (انگلیسی: Wayne Eyre) فرمانده نظامی اهل کانادا است، که هم‌اکنون به‌عنوان رئیس ستاد دفاع کانادا فعالیت می‌کند. وی پیش‌تر فرمانده ارتش کانادا بود.